# Конго (шимпанзе)

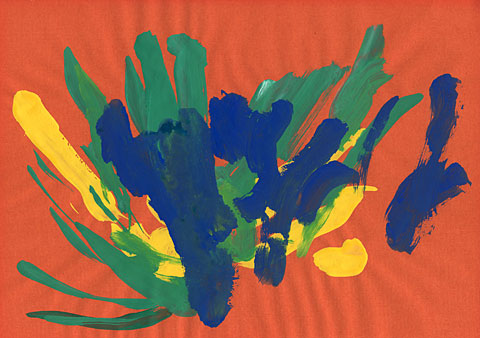
Одна з картин шимпанзе Конго

Ко́нго (фр. Congo) — ім'я шимпанзе, який став відомим завдяки своїм художнім здібностям. Зоолог і художник-сюрреаліст Десмонд Морріс першим помітив творчий хист мавпи, коли дворічному шимпанзе запропонували олівець і папір. Його стиль описували як «ліричний абстрактний імпресіонізм».

## Життя і «творчість»
Конго народився у 1954 році. У віці з двох до чотирьох років зробив до 400 малюнків і картин. Відомість мавпа отримала, коли разом із науковцем Десмондом Морісом, який вивчав поведінку тварин, знявся в серіалі «Час тварин» (англ. Zootime), що вийшов на британському телебаченні в 1950-х. Одночасно з цим Морріс почав проводити експерименти, спрямовані на виявлення творчих здібностей у шимпанзе.
«Він взяв олівець, а я поклав аркуш паперу перед ним… Щось дивне виходило з-під олівця. Це була перша лінія Конго. Він провів коротенький відрізок і зупинився. Чи продовжить він? Чи відбудеться це ще раз? Так. Він повторював це знову і знову», — згадував Морріс. Спочатку Конго, як і будь-який інший шимпанзе, просто розбризкував фарби. Однак уже через два роки манера мавпи тримати пензель несподівано змінилася, і він став набагато уважніше ставитися до своїх творів. Морріс незабаром помітив, що шимпанзе вміє малювати коло, а також існування певної композиції в малюнках мавпи. Конго також показав здатність до розуміння симетричної між двома сторонами ескізу: коли Морріс малював фігуру на одному боці аркуша, Конго збалансовував структуру, роблячи позначки на іншій його половині. Аналогічно, коли одна сторона зображення мала, наприклад, синій колір, шимпанзе додавав синій в іншу сторону аби зберегти рівновагу. Шимпанзе малював тільки на аркуші паперу або полотні, ніколи не роблячи мазки пензлем за його межами, і, здавалося, знав, коли задуманий твір закінчено — просто відкладав пензель або олівець. Якщо картину несли, а потім приносили знову, то він до неї не торкався. Але ж якщо приносили чисте полотно, він знову брався за роботу.
У 1957 році Десмонд Морріс організував у Лондонському інституті сучасних мистецтв виставку «Картини шимпанзе», де експонував картини написані мавпами, включаючи роботи Конго. Виставлені на ній картини, написані темперою на папері, відносяться до самого плідного періоду «художника».
Конго помер у віці десять років в 1964 від туберкульозу.

## Відгуки критиків і посмертна слава
Реакція критиків при житті Конго на його творчість являла собою суміш презирства і скептицизму. Слава наздогнала шимпанзе вже після його смерті — одну з картин Конго купив собі Пабло Пікассо, а Жуан Міро обміняв два своїх ескізи на одне творіння цього художника.
Шимпанзе Конго, мабуть, є найвідомішим художником у світі звірів. У 2005 році його картини виставлялись на аукціоні Bonhams разом з творами Ренуара і Воргола, а три з них придбав американський колекціонер Говард Хонг за майже 14 400 фунтів стерлінгів (US$26,000).